# Foresta ubriaca

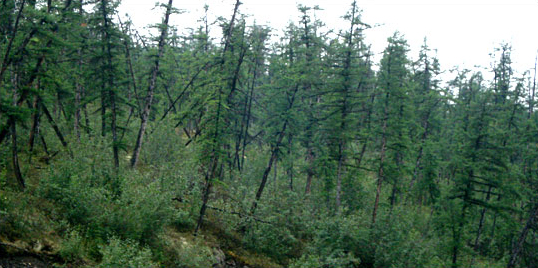
Una foresta ubriaca in Siberia causata dalla fusione del permafrost

Gli alberi ubriachi, alberi piegati o foresta ubriaca sono distese di alberi disposti secondo un allineamento ben diverso dalla normale posizione verticale.
Questo fenomeno si verifica maggiormente nelle foreste di abeti della taiga subartica settentrionale le quali poggiano su un permafrost discontinuo o su cunei di ghiaccio in fase di fusione, che provoca negli alberi un'inclinazione innaturale con angoli notevolmente diversificati.
La piegatura degli alberi può anche essere causata dal criosollevamento, e dallo sviluppo successivo di palsa, da hummock, da liquefazione delle sabbie, da ghiacciai rocciosi attivi imboschiti, da frane, o terremoti. Nelle abetaie con abeti di età uniforme che crescono nello strato attivo del permafrost successivamente a un incendio, l'inclinazione inizia quando gli alberi hanno un'età compresa tra i 50 e 100 anni, facendo ipotizzare che il sollevamento superficiale provocato dal nuovo sovralluvionamento del permafrost possa ugualmente creare foreste ubriache.

## Permafrost
Il permafrost, che è suolo (o roccia) sottoposto ad una temperatura al di sotto di 0 °C per almeno due anni consecutivi, forma una matrice solida nel terreno che può estendersi a una profondità di centinaia di metri. Il permafrost impedisce agli alberi di sviluppare sistemi di radici in profondità; per esempio, l'abete nero del Nord America (Picea mariana) che si è adattato a suoli con permafrost non ha un fittone significativo. Nelle zone dove la temperatura del permafrost è prossima al punto di fusione dell'acqua, le variazioni climatiche, o la perdita della vegetazione di superficie a causa di incendi, inondazioni, costruzioni o deforestazione, può scongelare la parte superiore del permafrost, creando un thermokarst, il nome scientifico dato allo sprofondamento del suolo causato dallo scongelamento del permafrost.
Il thermokarst indebolisce il fondo su cui poggiano le radici poco profonde di questi alberi, provocandone l'inclinazione o la caduta.
Il laghi termocarsici essendo circondati da un anello di alberi ubriachi inclinati verso il lago, rendono queste caratteristiche del terreno facilmente identificabili.
Gli alberi ubriachi possono infine morire a causa del loro spostamento, e nel permafrost ricco di ghiaccio, l'intero ecosistema di foresta ubriaca può essere distrutto dal suo scongelamento. Gli alberi piegati che non cadono possono  ristabilirsi utilizzando il gravitropismo onde riottenere uno sviluppo verticale, assumendo così forme curve. Il legno di reazione formatosi da questo processo può essere studiato utilizzando la dendrocronologia; tramite gli anelli di crescita annuali è possibile determinare in quale periodo gli alberi sono stati soggetti a inclinazione.

## Relazione con il mutamento climatico
Gli alberi ubriachi non sono un fenomeno del tutto nuovo; infatti l'esame dendrocronologico riesce a far risalire l'inclinazione termocarsica almeno al XIX secolo. L'estensione meridionale del permafrost subartico arrivò all'apice durante la piccola era glaciale dei secoli XVI e XVII, e da allora è andata man mano declinando.
Il permafrost è di solito in disequilibrio con il clima, e una buona parte di quello che ne resta è in uno stato di relitto. Tuttavia il tasso di scongelamento è andato aumentando, e si prevede che una grande quantitativo di permafrost si scioglierà durante il XXI secolo.
Il premio Nobel, ed ex-vicepresidente degli Stati Uniti, Al Gore ha citato gli alberi ubriachi, causati dalla fusione del permafrost in Alaska, come prova del riscaldamento globale, nella sua presentazione del documentario "Una Verità Scomoda" (An Inconvenient Truth) diretto da Davis Guggenheim che vinse nel 2006 il Premio Oscar; ma Marlo Lewis, scettico riguardo al riscaldamento globale, uno dei membri più importanti del Competitive Enterprise Institute, dichiara che, "gli alberi ubriachi possono essere in parte una conseguenza dello spostamento del PDO," riferendosi allo spostamento verso la fase calda dell'Oscillazione Pacifica Decadale del 1976.
Un simile riscaldamento che ha provocato lo scongelamento del permafrost nella confinante Siberia, è stato attribuito a una combinazione del mutamento climatico antropogenico, del fenomeno atmosferico ciclico noto come oscillazione artica, e le retroazioni dovute ai mutamenti di albedo, poiché che la fusione del ghiaccio espone il suolo nudo e l'oceano che tendono così ad assorbire, più che riflettere, la radiazione solare.